# 発射台

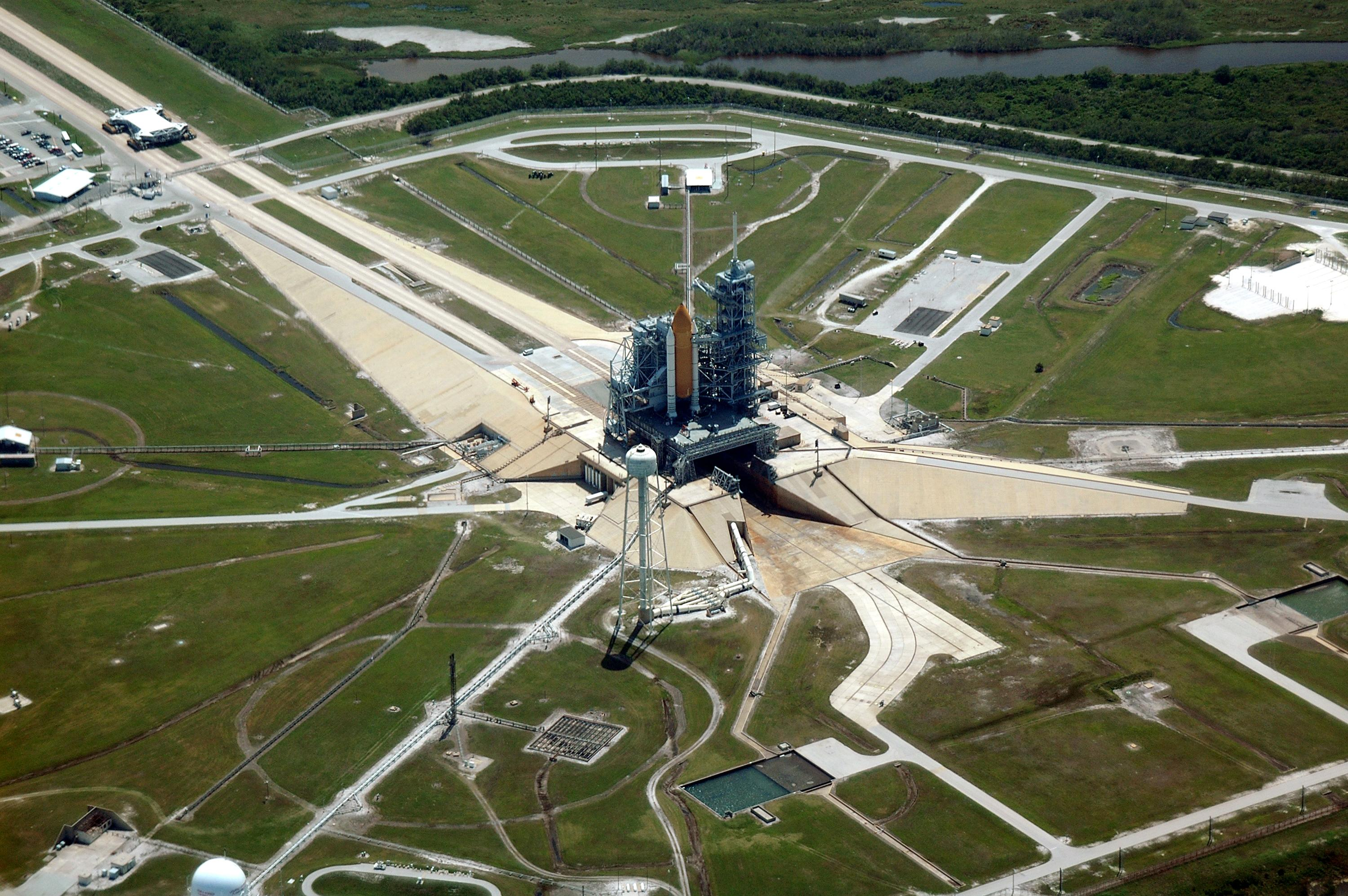
ケネディ宇宙センター第39発射施設

発射台（はっしゃだい、英: launch pad）はロケット、またはスペースシャトルの発射時に使用される荷重支持台。英語をカタカナ読みしてローンチパッド、ランチパッド、または単にパッドと呼ばれることもある。宇宙港（Spaceport、射場とも）は1つ以上の発射台を備えている。
典型的な発射台はサービス構造物とアンビリカルケーブルから構成される。サービス構造物は発射前にロケットへの物理的アクセスを可能とし、発射時には安全な距離まで移動させられるか、回転させられることが多い。一方アンビリカルケーブルは打上げ機にガスや電力、通信リンクを供給する。打上げ機の下に位置するプラットフォームは、ロケットエンジンから発生する力と熱に耐えられる、撓んだフレーム構造をしている。
ほとんどのロケットは点火から数秒間の間、機体への安定した支持を必要とする。エンジンが安定すると、ロケットと発射台を繋いでいる分離ボルトが炸裂し、ロケットは上昇していく。

## 発射台への輸送
ロケットを発射台に輸送する方法はいくつか存在する。その例をいくつか挙げる。
- 初のロケット、V-2はペーネミュンデでロケット後部を発射台に向けたまま水平に移動させられた。これは最も一般的でソ連の大型ロケットやブランは全てこの方法で行われた。

- 過去にケネディ宇宙センター第39発射施設から打ち上げられたサターンVやサターンIBと同様に、スペースシャトルはまず初めにスペースシャトル組立棟でモバイル・ランチャー・プラットフォーム（英語版）（MLP）の上に垂直に組み立てられる。その後シャトルを乗せたMLPはさらにクローラー・トランスポーターに乗せられ、ゆっくりと発射台に向かう[2]。ギアナ宇宙センターのアリアン5ロケットも同様のシステムが採用されている。